# Jómadarak (rajzfilmsorozat)
A Jómadarak 1981-ben vetített magyar televíziós rajzfilmsorozat, amely 1980-ban készült.

## Ismertető
Alacsony-kövér és hosszú-sovány figura a két "jómadár". Az epizódok során egymáson próbálják ki erejüket, ügyességüket, ötleteiket.

## Alkotók
- Rendezte: Gyulai Líviusz, Cseh András
- Írta: Gyulai Liviusz
- Zenéjét szerezte: Zsedényi Erzsébet
- Operatőr: Bacsó Zoltán
- Hangmérnök: Bársony Péter
- Vágó: Czipauer János
- Mozdulattervezők: Bakai Piroska, Kecskés Magda
- Rajzolták: Botlik Anna, Orbán Anna, Radvány Zsuzsa, Sostarics Yvette
- Munkatársak: Gellér Hedvig, Körmöci Judit, Lakos Éva, Zsebényi Béla
- Színes technika: Fülöp Géza, Szabó László
- Gyártásvezető: Bende Zsófi
- Produkciós vezető: Imre István

Készítette a Magyar Televízió a Pannónia Filmstúdió

## Epizódlista
| Évad | Évad | Részek száma | Részek száma | Eredeti sugárzás    | Eredeti sugárzás   | Magyar adó       |
| Évad | Évad | Részek száma | Részek száma | Évadbemutató        | Évadzáró           | Magyar adó       |
| ---- | ---- | ------------ | ------------ | ------------------- | ------------------ | ---------------- |
|      | 1.   | 13           | 13           | 1981. szeptember 6. | 1981. november 29. | Magyar Televízió |

### 1. évad (1981)
| Sor. | Év. | Cím               | Premier              |
| ---- | --- | ----------------- | -------------------- |
| 1.   | 1.  | Párbaj            | 1981. szeptember 6.  |
| 2.   | 2.  | Két bűvészinas    | 1981. szeptember 13. |
| 3.   | 3.  | Horgász szerencse | 1981. szeptember 20. |
| 4.   | 4.  | Játszanak         | 1981. szeptember 27. |
| 5.   | 5.  | Légyvadászat      | 1981. október 4.     |
| 6.   | 6.  | Kutyahűség        | 1981. október 11.    |
| 7.   | 7.  | Cipekedők         | 1981. október 18.    |
| 8.   | 8.  | Zenebona          | 1981. október 25.    |
| 9.   | 9.  | Száguldó torta    | 1981. november 1.    |
| 10.  | 10. | Hajótörött        | 1981. november 8.    |
| 11.  | 11. | Összerakható ház  | 1981. november 15.   |
| 12.  | 12. | Mese              | 1981. november 22.   |
| 13.  | 13. | Olvasni akarok    | 1981. november 29.   |